# Joanna Hood
Joanna Hood (* in Seattle) ist eine US-amerikanische Bratschistin.
Hood studierte bis 1986 bei Isadore Tinkleman am San Francisco Conservatory of Music und bis 1984 bei Abraham Skernick an der Indiana University Bloomington. 1986 unterrichtete sie am Institute of Music and Dance in Detroit und war Artist in Residence an der Oakland University in Rochester. Im gleichen Jahr war sie Gründungsmitglied des Lafayette Quartet, mit dem sie sieben CDs aufnahm.
1997 war sie an der Gründung des New Yorker Loma Mar Quartet beteiligt, mit dem sie u. a. am Bard Music Festival teilnahm und an Paul McCartneys Album Working Classical mitwirkte. Mit den Mitgliedern des Quartetts spielte sie auch im Lincoln Center Jazz Orchestra und spielte ein Album mit der Jazzsängerin Claudia Acuña ein.
Mit dem Eclipse Quartet spielte Hood Uraufführungen von Werken Zeena Parkins’, Justin Haynes’, David Jaffes und Carla Kihlstedts. Sie gab Konzerte mit der Pianistin Karen Enns und vergab Kompositionsaufträge für Bratschenwerke an Murray Adaskin, Al Hood und Justin Haynes.